# Skutskär
Skutskär è una città della Svezia, situata tra le contee di Uppsala e Gävleborg e tra i comuni di Älvkarleby, di cui è capoluogo, e Gävle. Ha una popolazione di 6.136 abitanti.